# ハビ・マルケス
ハビエル・"ハビ"・マルケス・モレノ（Javier "Javi" Márquez Moreno、1986年5月11日 - ）は、スペイン・バルセロナ出身の元サッカー選手。現役時代のポジションはMF。

## 経歴
RCDエスパニョールのユースチームでキャリアをスタートさせ、2009年9月19日、デポルティーボ・ラ・コルーニャ戦で途中出場しプロデビューを果たした。12月20日、UDアルメリア戦でプロ初ゴールを記録した。

## 所属クラブ
- RCDエスパニョールB 2005-2009
- RCDエスパニョール 2009-2012
- RCDマヨルカ 2012-2014

→ エルチェCF 2013-2014
- グラナダCF 2014-2017
- ニューヨーク・コスモス 2017
- ジムナスティック・タラゴナ 2018-2020